# Nepomukstatue (Ostbevern)

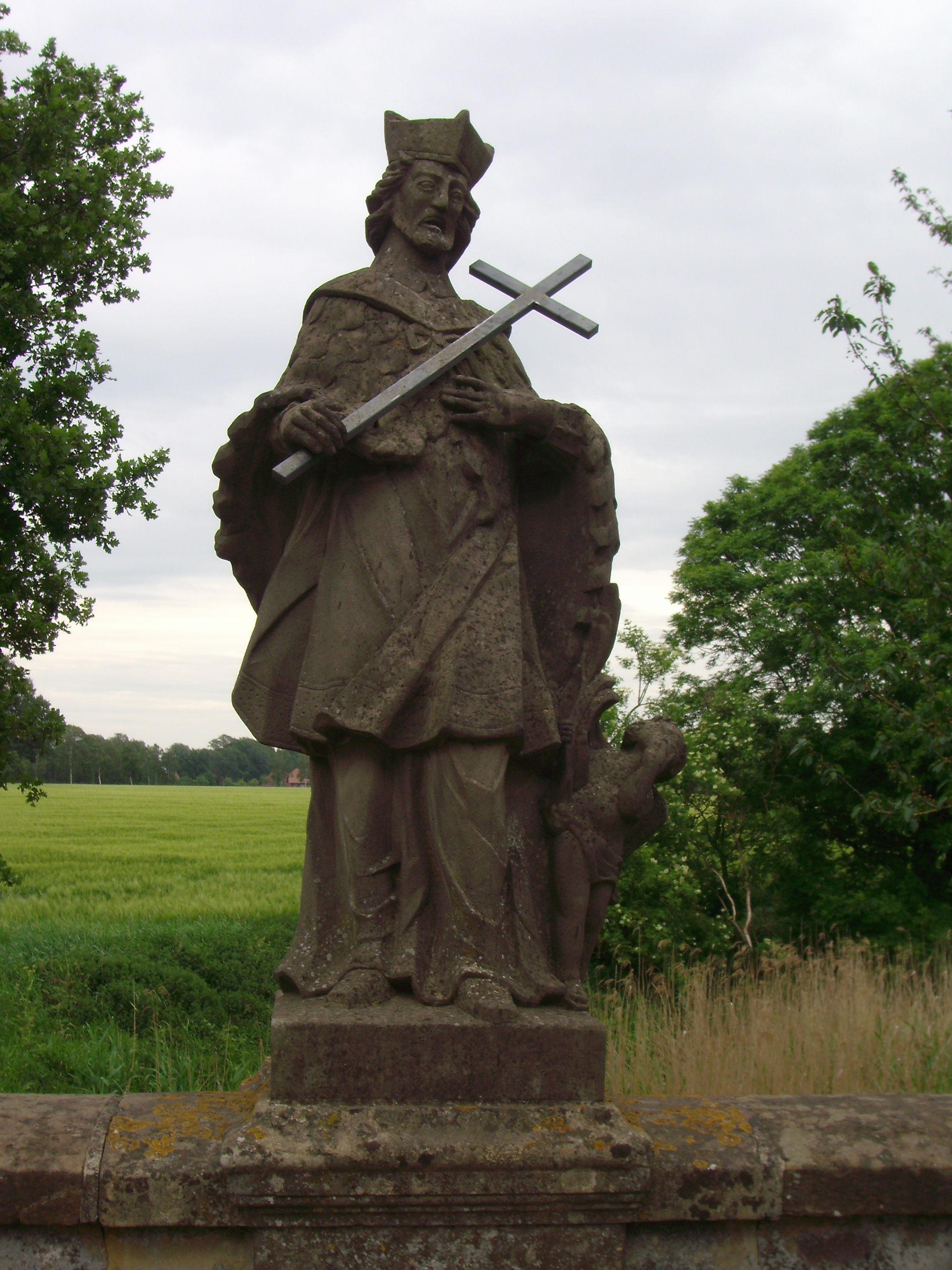
Nepomukstatue in Ostbevern

Die Nepomukstatue ist eine Darstellung des hl. Johannes Nepomuk, des Schutzpatrons des Wassers und der Brücken, im Bereich des ehemaligen Klosters Rengering an der Grenze von Ostbevern zu Milte. Sie steht zusammen mit der Brücke unter Denkmalschutz.

## Beschreibung
Die Statue des hl. Nepomuk steht genaugenommen nicht mehr auf dem Gebiet von Ostbevern, sondern bereits in Milte. Das ehemalige Kloster Rengering wird zu Ostbevern gezählt und steht auf der Liste der Baudenkmäler in Ostbevern, weil sein größter Teil dort lag, während Brücke und Statue zu den Baudenkmälern von Warendorf-Milte gehören. 
Die Statue ist circa 1,60 m hoch. Sie trägt das Gewand eines Kanonikers: Birett, Mozetta, Chorhemd und Soutane. In seiner rechten Hand trägt der Heilige ein flaches Metallkreuz, über das er auf die Brücke blickt, die linke hat er aufs Herz gelegt. Zu seinen Füßen steht eine Putte, die dem Heiligen einen Palmzweig entgegenstreckt, ein Attribut seines Märtyrertums. In einer Schweigegeste legt die Putte die Finger der linken Hand auf die Lippen. Damit soll angedeutet werden, dass Nepomuk das Beichtgeheimnis gegenüber König Wenzel IV. von Böhmen nicht brechen wollte. 

Am Sockel steht die lateinische Inschrift: 

„PraesIDIIs nos oro
tVIs tVeare Ioannes
InstrVe MVta LoqVaX
LIngVa sILere LoqVI“

 („Unter deinem Schutze, so bitte ich, schirme uns, Johannes. Halte unsere Zunge im Zaum und mache sie durch Schweigen beredt.“) Aus diesem Chronodistichon lässt sich als Summe der großgeschriebenen römischen Zahlen  die Jahreszahl 1754 (Σ IDIIVIVIIVMVLVXLIVILLVI = MDCCLIV), das Entstehungsjahr der Statue, ableiten.

## Geschichte
Die Nepomukstatue ist ein 1754 entstandenes Werk des Bildhauers Joseph Guidobald Licht. Nach der Aufhebung des Klosters Rengering 1810 ging das Bildwerk in den Besitz der Gemeinde Milte über. 1959/60 wurde eine Restaurierung vorgenommen.

## Einzelbelege
1. ↑  Vikar Gr. Vorspohl et al.: „ist aber vielen Ostbeveranern so vertraut“
2. ↑  Mitteilung der Gemeinde Ostbevern am 18. April 1977